# Festivais de Reading e Leeds
Os Festivais de Reading e Leeds, são um par de festivais de música que acontecem anualmente nas cidades de Reading e Leeds na Inglaterra. Os festivais ocorrem simultaneamente durante o feriado bancário de agosto (na sexta-feira, sábado e domingo), e compartilham a mesma escalação de bandas (com pequenas exceções). 
Nos seus primórdios, o festival de Reading possuía uma forte orientação folk, mas atualmente os estilos mais comuns são o rock alternativo / indie rock / punk rock / metal. Os festivais se divide entre os seguintes palcos:
- Palco principal - Artistas e bandas rock/indie/rap mais populares.
- Palco NME/Radio 1 - Novos artistas e revelações.
- Palco Carling - Artistas em ascensão.
- Palco Radio 1 Lock Up - Artistas punk/hardcore, no sábado em Reading e no Domingo em Leeds.
- Tenda Dance - Apresentações de dance music, nos dois dias em que o palco anterior não funciona.
- Tenda Comedy - Apresentações humorísticas e de cabaret.

Pelo festival já passaram bandas tais como Scorpions, Slade, Nirvana, Arctic Monkeys, Linkin Park, Blink 182, Sonic Youth, The Distillers, Twenty One Pilots, Foo Fighters, Red Hot Chili Peppers, Stone Temple Pilots, etc.